# Campeonato Regional Vizcaíno
El Campeonato Regional Vizcaíno, llamado Copa Vasca entre 1934 y 1936, fue una competición oficial de fútbol a nivel regional que disputaron desde 1922 los clubes adscritos a la Federación Vizcaína de Foot-Ball, tras una reestructuración del fútbol en la región norte.
Durante los primeros años del siglo XX se disputó el Campeonato Regional del Norte, auspiciado por la Federación Regional Norte conformada por conjuntos vizcaínos y cántabros, hasta que en 1922 la federación norteña adoptó el nombre de Federación Vizcaína, motivo por el que los equipos cántabros marcharon para fundar la Federación Cántabra de Foot-Ball, bajo el nombre de Comité Cántabro.
Se disputó hasta el año 1940, y desde su edición inicial servía para elegir al representante de la región en el Campeonato de España —actual Copa del Rey—, junto a los campeones de las restantes federaciones regionales.

## Historia
El torneo tuvo su precedente en el Campeonato Regional del Norte iniciado en 1913, y compuesto por clubes de las provincias Vascongadas (Vizcaya, Guipúzcoa y Álava) y de la provincia de Santander (actual Cantabria). No fue hasta 1922 cuando los clubes de la provincia de Santander abandonaron definitivamente la Federación Norte para crear su propio organismo federativo, que puso en marcha el  Campeonato Regional de Cantabria. Ese mismo año, la asamblea de la Federación del Norte acordó el cambio de nombre por el de Federación Vizcaína, quedando compuesta exclusivamente por equipos de la provincia de Vizcaya.
En 1934 la Federación Española llevó a cabo una importante reestructuración de los torneos nacionales, de modo que los campeonatos regionales fueron reemplazados por los superregionales, en los que se agrupaban los mejores clubes de distintas federaciones regionales. En el caso del País Vasco, a partir de la temporada 1934-35 se puso en marcha la llamada Copa Vasca, a la que se agregaró un representante de cada territorio histórico vasco. Este torneo se disputó durante dos años, hasta verse interrumpido por el estallido de la guerra civil española.
En 1939, durante los últimos meses de la contienda bélica, la actividad futbolística fue retomada en algunas zonas controladas por el bando nacional, bajo el impulso de la Federación Española y las federaciones regionales. En el renacido Campeonato de Vizcaya participaron cinco equipos, de los cuales el campeón y subcampeón (Bilbao Athletic y Club Deportivo Baracaldo-Oriamendi) tomaron parte en el Copa del Generalísimo. En él no participó por primera vez el Athletic Club por estar muy mermado tras la contienda bélica, y por temor a perder su prestigio en el campeonato envió a un equipo «B» o reserva a las disputas oficiales bajo el nombre de Bilbao Athletic. Fue el embrión del posterior equipo filial, del mismo nombre, surgido en los años 1960.
La temporada 1939-40 se disputó la última edición del Campeonato de Vizcaya, y fue asimismo el último clasificatorio regional para acceder al Campeonato de España, llamado entonces Copa del Generalísimo. Dicha reestructuración, ante un asentado fútbol profesional, fue aprobada por la Federación Española en todo el territorio nacional y supuso la desaparición de los diferentes campeonatos regionales existentes, los cuales fueron sustituidos e incorporados al vigente sistema de ligas de España como divisiones inferiores del fútbol aficionado.

## Historial
Nombres y banderas de los equipos según la época. En temporadas con sistema de liga se indica como resultado definitorio los producidos entre los dos mejores equipos finales pese a que no fuesen resolutorios.
| Temporada                    | Campeón                                   | Resultado                                 | Subcampeón                                | Notas                                                                      |
| Campeonato Regional Vizcaíno | Campeonato Regional Vizcaíno              | Campeonato Regional Vizcaíno              | Campeonato Regional Vizcaíno              | Campeonato Regional Vizcaíno                                               |
| ---------------------------- | ----------------------------------------- | ----------------------------------------- | ----------------------------------------- | -------------------------------------------------------------------------- |
| 1922-23                      | Athletic Club                             |                                           | Arenas de Guecho                          | Sustitución de la Federación Norte por la Federación Vizcaína              |
| 1923-24                      | Athletic Club                             |                                           | Arenas de Guecho                          |                                                                            |
| 1924-25                      | Arenas de Guecho                          |                                           | Athletic Club                             |                                                                            |
| 1925-26                      | Athletic Club                             |                                           | Arenas de Guecho                          |                                                                            |
| 1926-27                      | Arenas de Guecho                          |                                           | Athletic Club                             |                                                                            |
| 1927-28                      | Athletic Club                             |                                           | C. D. Alavés                              |                                                                            |
| 1928-29                      | Athletic Club                             |                                           | Arenas de Guecho                          |                                                                            |
| 1929-30                      | C. D. Alavés                              |                                           | Athletic Club                             | Torneo reducido a 5 equipos. Primer y único campeón no vizcaíno            |
| 1930-31                      | Athletic Club                             |                                           | Arenas de Guecho                          |                                                                            |
| 1931-32                      | Athletic Club                             |                                           | Arenas de Guecho                          |                                                                            |
| 1932-33                      | Athletic Club                             |                                           | Arenas de Guecho                          |                                                                            |
| 1933-34                      | Athletic Club                             |                                           | Baracaldo F. C.                           | Récord de campeonatos consecutivos                                         |
| Copa Vasca                   |                                           |                                           |                                           |                                                                            |
| 1934-35                      | Athletic Club                             |                                           | C. A. Osasuna                             | Se agregan clubes de los territorios históricos                            |
| 1935-36                      | Arenas de Guecho                          |                                           | U. C. Irún                                |                                                                            |
| 1936-37                      | No disputado por la Guerra Civil Española | No disputado por la Guerra Civil Española | No disputado por la Guerra Civil Española | No disputado por la Guerra Civil Española                                  |
| 1937-38                      | No disputado por la Guerra Civil Española | No disputado por la Guerra Civil Española | No disputado por la Guerra Civil Española | No disputado por la Guerra Civil Española                                  |
| Campeonato Regional Vizcaíno |                                           |                                           |                                           |                                                                            |
| 1938-39                      | Bilbao Athletic *                         |                                           | C. D. Baracaldo-Oriamendi                 | Se reestablece el campeonato disgregando a equipos de fuera del País Vasco |
| 1939-40                      | Athletic Club                             |                                           | Erandio Club                              |                                                                            |

Nota * : el Bilbao Athletic fue un equipo reserva o equipo "B" del Athletic Club, el cual rehusó participar debido a su precaria situación deportiva tras la guerra civil.